# Perrine Goulet
Perrine Goulet (ur. 19 marca 1978 w Nevers) – francuska polityk reprezentująca partię La République En Marche! W wyborach parlamentarnych w czerwcu 2017 r. została wybrana do francuskiego Zgromadzenia Narodowego, w którym reprezentuje departament Nièvre.